# سیارک ۲۱۱۹۲
سیارک ۲۱۱۹۲ (به انگلیسی: 21192 Seccisergio، نامگذاری:1994NA) بیست و یک هزار و صد و نود و دومین سیارک کشف شده‌است که در ۲ ژوئیه ۱۹۹۴ کشف شد.